# Skew Siskin
Skew Siskin ist eine deutsche Rockband aus Berlin. Gegründet wurde sie 1992 von Nina C. Alice und Jim Voxx. Seitdem hat Skew Siskin sechs Studioalben und ein „Best of“-Album herausgebracht. 2007 gründeten Jim und Nina ihre eigene Plattenfirma unter dem Namen „Monongo“. Das erste Album auf dem Label war Peace Breaker (veröffentlicht 2007).
In der Bandgeschichte wechselte die Besetzung um die beiden Gründer häufiger.
Skew Siskin hat mehrfach mit Motörhead zusammengearbeitet, so 2003/2004 auf Lemmy Kilmisters Soloalbum und als Vorgruppe von Motörhead 1993, 1998, 2003, 2007 und 2010. Ferner trat die Band im Vorprogramm von Hard-Rock/Heavy-Metal-Gruppen wie Alice Cooper und Saxon auf.

## Diskografie

### Studioalben
- 1992: Skew Siskin
- 1996: Electric Chair Music
- 1996: Voices from the War
- 1999: What the Hell
- 2003: Album of the Year
- 2007: Peace Breaker

### Best Of
- 2005: Devil’s Disciples

### Singles
- 1992: If The Walls Could Talk
- 1992: Living On The Redline
- 1998: Liquid Brain
- 2003: Goddess